# Nikolai Alexejewitsch Manoschin
Nikolai Alexejewitsch Manoschin (russisch Николай Алексеевич Маношин; * 6. März 1938 in Moskau; † 10. Februar 2022) war ein sowjetischer Fußballspieler und -trainer. Er nahm an der Fußball-Weltmeisterschaft 1962 teil.

## Karriere

### Verein
Manoschin spielte in seiner Karriere für die Moskauer Vereine Torpedo Moskau und PFK ZSKA Moskau. Mit Torpedo wurde er 1960 sowjetischer Meister und Pokalsieger. 1963 wechselte er zu ZSKA, wo er 1966 seine Spielerkarriere beendete.

### Nationalmannschaft
International spielte Manoschin achtmal für die Fußballnationalmannschaft der UdSSR, blieb aber ohne Torerfolg. Anlässlich der Fußball-Weltmeisterschaft 1962 in Chile wurde er in das sowjetische Aufgebot berufen. Im Turnierverlauf bis zum Ausscheiden gegen die Gastgeber im Viertelfinale kam er jedoch nicht zum Einsatz.

### Trainerkarriere
Nach seinem Karriereende als Spieler war er von Ende der 1960er bis Mitte der 1970er Jahre    als Assistenztrainer für ZSKA Moskau tätig. Dazwischen war er 1970 für eine Spielzeit Cheftrainer bei SKA Kiew. Zudem trainierte er die Nationalmannschaften von Somalia, des Südjemen und Mali.

## Erfolge
- Sowjetischer Meister: 1960
- Sowjetischer Pokalsieger: 1960